# Halo 3
Halo 3 — відеогра жанру шутера від першої особи, створена компанією Bungie Studios і початково видана Microsoft Game Studios ексклюзивно для ігрової консолі Xbox 360. Гра слугує сюжетним продовженням Halo: Combat Evolved і Halo 2. Спершу надійшла в продаж 25 вересня 2007 року в Новій Зеландії, Австралії, Сінгапурі, Індії, Мексиці, Канаді, Бразилії і США; 26 вересня 2007 — в Європі ; і 27 вересня 2007 — в Японії. Halo 3 підняла продажі консолі Xbox 360 на понад 50 %. Для Xbox One гру видано 11 листопада 2014 року, а для Windows — 14 липня 2020 у складі збірки Halo: The Master Chief Collection. На відміну від попередніх ігор серії, Halo 3 не перевидавалася з удосконаленою графікою.
Сюжет продовжує історію війні між людьми XXVI століття і релігійно-політичним альянсом інопланетних рас під назвою Ковенант, який під проводом Пророка Істини вторгся на Землю з метою заволодіти спадком Предтеч, яких вважає богами. Комікс «Halo: Uprising» розповідає, що сталося між іграми Halo 2 і Halo 3.

## Ігровий процес

Багатокористувацький режим Halo 3

Halo 3, які і попередні ігри серії, є шутером від першої особи. Більшість ігрового процесу складають перестрілки з ворогами в ролі піхотинця або кермуючи військовою технікою. Багато зброї, доступної в попередніх частинах серії, повернулася з незначними косметичними змінами і зміненим балансом. На відміну від попередніх частин, схована на даний момент зброя зображається на моделі персонажа, поміщена до кобури або перекинута через спину.
В Halo 3 було запроваджено «зброю підтримки», зняту зі стаціонарних турелей. Вона громіздка, тому тримається обома руками та сповільнює рух, але володіє підвищеною забійністю. На додаток до зброї, гравець може носити обладнання, таке як генератори стаціонарного силового щита, міни або генератори активного камуфляжу. Тільки один пристрій може задіюватися одночасно.
Для багатокористувацької гри доступні 11 карт, ще 12 завантажуються у складі додаткових наборів. Halo 3 містить інструмент для редагування карт — Forge. Він дозволяє гравцям змінювати карти для багатокористувацької гри, вставляти і видаляти об'єкти, такі як зброя, ящики і транспортні засоби. Гравцям доступно записувати ігровий процес та зберігати його на жорсткому диску Xbox 360, потім переглядаючи з будь-якого кута і на різних швидкостях.
В багатокористувацькій грі було додано нові режими. В режимі «Інфекція» (англ. Infection) кілька гравців початково є «зараженими» та намагаються заразити «здорових», а ті відповідно не дати їм цього здійснити. В режимі VIP кожна команда має обраного VIP-члена і мусить вбити ворожого, вберігши свого. В цьому режимі існує чотири модифікації з різною кількістю раундів, гравцями з VIP-статусом наявністю чи відсутністю посилення сусідніх гравців VIP-членом.

## Сюжет
У фіналі Halo 2 Майстер Чіф на захопленому із зараженої Потопом столиці Ковенанту кораблі Предтеч прилітає на Землю. Армія Ковенанту під проводом Пророка Істини доти вже висадилася на планеті. Чіф на вітання командування ККОН відповідає, що пора закінчити цю війну.
Корабель Предтеч автоматично приземляється, а Чіф вистрибує з нього й падає у джунглях Африки. Сержант-майор Ейвері Джонсон зі своїм загоном знаходять Чіфа й ведуть на військову базу. До них доти вже приєднався еліт Тел'Вадам (Арбітр) з іншими елітами, котрі збунтувалися проти Ковенанту. По дорозі Майстер Чіф починає отримувати загадкові повідомлення від Кортани — штучного інтелекту, яку покинув на Верховному Милосерді. Кортана запитує чи Чіф покинув її назавжди, а потім натякає на його вирішальну роль в майбутній боротьбі. Бійці вирішують розділити сили, але в місці зустрічі Джонсона схоплюють брути і Чіфу доводиться його визволяти, після чого союзники евакуюються.
Прибувши на базу ККОН, Чіф дізнається від капітана Міранди Кіз, що Пророк Істини проводить розкопки в околицях міста Нова Момбаса. Незабаром сам Пророк виходить на зв'язок, обіцяючи здійснити волю богів — винищити людей і зокрема «демона» — Майстра Чіфа, та починає штурм бази. Кортана в бою пророкує Чіфу стати захисником Землі та всіх людських колоній. Оскільки оборонити базу неможливо, Чіфові доручають підірвати її бомбою, розташованою в глибині. Потім Майстер Чіф отримує наказ від Міранди Кіз і лорда Гуда очистити шлях до африканського міста Вой, а також знищити зенітну оборону ворога для майбутньої атаки на Пророка Істини і його розкопки.
Зрештою Майстер Чіф і Арбітр знищують оборону і пробиваються до розкопок на дні осушеного озера. Там виявляється багатокілометрова кільцева структура зі встановленим на неї Ключ-кораблем, на якому Чіф повернувся додому. Структура розкривається, подібно квітці, та формує над собою міжпросторовий портал. Ключ-корабель влітає туди, слідом вирушають кораблі Ковентанту, а за мить з гіперпростору біля порталу виходить конвенантський корабель, керований Потопом, і врізається в поверхню планети. Інфекція швидко поширюється по найближчому місту.
Майстер Чіф і Арбітр намагаються відбити хвилі Потопу, і в цьому їм допомагає новоприбулий флот елітів, котрі відреклися від служби Пророкам. Чіф дістається до впалого корабля і серед його уламків знаходить послання від Кортани з попередженням про те, що Верховне Милосердя, інфікована Потопом станція-столиця Ковенанту, тримає курс до Землі. Міранда Кіз, Майстер Чіф, Арбітр і флот елітів збираються на раду. Командир флоту елітів готовий випалити всю Землю заради знищення Потопу, Міранда й Гуд вирішують залишитися і оборонити планету. Чіф входить до складу військової експедиції, котра вирішує крізь портал.
Флот ККОН на чолі з флагманом «Той, що прямує до світанку» (англ. Forward Unto Dawn) та флотом елітів прилітає до величезної астроінженерної споруди — Ковчега або інакше Установки 00, де було створено Гало. Прибуває робот 343 Винна Іскра на транспорті елітів, обіцяючи Майстру Чіфу будь-яку допомогу, оскільки із знищенням ввіреного йому Гало у нього залишилося лише одне запрограмоване завдання — допомога Відновнику (англ. Reclaimer), тобто самому Майстру Чіфу. Винна Іскра веде спартанця й Арбітра в контрольний зал Ковчега спершу по пустельній місцевості, потім підземними лабіринтами. Винна Іскра отримує доступ до командування дронами, яких посилає на бій з Ковенантом. Пророк Істини організовує оборону, захистившись силовим полем. Майстер Чіф береться вимкнути два генератора поля, тоді як загін Джонсона вирушає до третього. Однак, коли захист знято, Джонсона беруть в полон аби він активував Гало. Міранда Кіз намагається його врятувати, але її застрелює в спину Пророк Істини.
Тим часом Верховне Милосердя прибуває крізь гіперпростір до Ковчега, щоб не допустити активації Гало Пророком. Станція падає на поверхню, Потоп виривається і поширюється Ковчегом. При цьому його мисляча форма, Могильний розум, говорить до Чіфа з Арбітром, що їм варто об'єднати сили, інакше всі загинуть. Потоп оминає людей та союзних їм елітів, дістається до Пророка Істини й інфікує його. Стративши Пророка, Арбітр і Майстер Чіф бачать, що Потоп тепер безперешкодно розповсюджується. Вони дізнаються — Ковчег перебуває в процесі створення ще одного Гало замість того, яке раніше знищив Майстер Чіф. Оскільки Ковчег розташовано за межами галактики, союзники вирішують активувати Гало, щоб знищити прибулий Потоп.
Майстер Чіф і Арбітр спершу летять на Верховне Милосердя, щоб забрати звідти Кортану з полону Могильного розуму. Чіф пробирається в глибини станції, де з ним спілкуються то Кортана, проявляючи ознаки божевілля, то розлютований Могильний розум. Добувши носій Кортани, Чіф перевантажує реактори станції, що спричиняє її руйнування, та поспішає до літака, де йому на допомогу приходить Арбітр.
Прибувши на нове Гало, герої швидко дізнаються, що Потоп потрапив туди, скориставшись людськими десантними капсулами. Майстер Чіф, Арбітр та Джонсон пробираються в контрольний зал, де намагаються активувати Гало. Винна Іскра вираховує, що це знищить нове Гало, оскільки воно все ще не закінчене, і вбиває Джонсона при спробі активації. ШІ вигукує до Майстра Чіфа, «…Ви — Предтечі, але ця споруда моя!», після чого наказує дронам атакувати людей. Подолавши в бою Винну Іскру і її дронів, Майстер Чіф активовує Гало. Поки триває зворотний відлік, він з Арбітром знаходять автомобіль та прямують до «Дого, що прямує до світанку». Імпульс Гало очищує все навколо, але й самі Гало з Ковчегом зазнають суттєвої шкоди. Чіф із Кортаною і Арбітром тікають на «Тому, що прямує до світанку», бачачи як їх наздоганяє імпульс. Під його дією корабель розсікає в гіперпросторі надвоє. Передня частина летить до Землі, а задня з Чіфом і носієм Кортани опиняється в невідомому місці.
Людство укладає з Ковенантом мир (2553 рік), без Пророків члени Ковенанту розуміють, що ті обманювали їх — Предтечі не бажали знищення людей, а Гало були зброєю. За кілька місяців на Землі проводяться почесні похорони загиблих і відкривається меморіал біля порталу Предтеч. Чіфа також згадано, хоча немає достеменних свідчень його загибелі. Арбітр, присутній на похоронах, відлітає в свій рідний світ. Коротке відео після фінальних титрів розкриває, що Чіф і Кортана лишилися у вантажному відсіку дрейфувати посеред космосу. Кортана посилає сигнал про допомогу, а Чіф сідає в анабіозну камеру, чекаючи порятунку. Якщо гру пройти на Легендарній складності, то відео продовжується сценою, де видно невідому планету, до якої наближається уламок «Того, що прямує до світанку».

## Оцінки й відгуки
| Агрегатор    | Оцінка |
| ------------ | ------ |
| GameRankings | 94 %   |
| Metacritic   | 94/100 |

| Видання                      | Оцінка  |
| ---------------------------- | ------- |
| 1Up.com                      | A+      |
| Edge                         | 10/10   |
| Eurogamer                    | 10/10   |
| Famitsu                      | 37/40   |
| Game Informer                | 9.75/10 |
| GameSpot                     | 9.5/10  |
| GameTrailers                 | 9.8/10  |
| IGN                          | 9.5/10  |
| Official Xbox Magazine (США) | 10/10   |
| X-Play                       | [ 12 ]  |

Halo 3 отримала схвалення критиків, зібравши оцінки в 93.53 % та 94/100 на агрегаторах GameRankings та Metacritic відповідно.
Eurogamer, Games Radar та GameSpot зійшлися на думці, що основи Halo не зазнали змін, але це зовсім не зашкодило третій частині серії. «Кожний вид фанатів Halo, від затятих до простих і зовсім новачків, відшукають задоволення в третій пригоді Майстра Чіфа» — говорилося у Gamesradar, тоді як IGN відзначалося, що Halo 3 «найцілісніша гра, доступна на консолях», особливо зауважуючи: «Forge і функція реплею підносить планку [якості] консольних шутерів так високо, що вона ніколи не буде перевершена нинішнім поколінням [консолей].» Доповнення ігрового процесу, як екіпіровка та нова техніка, отримали загальне схвалення, зокрема щодо їх застосування в багатокористувацькій грі.
Відгуки щодо однокористувацького режиму різнилися. Зауважувалося, що якщо фінал попередньої гри був обірваним на найцікавішому місці, сюжет Halo 3 цілісніший. Оглядачами з GameSpy згадувалося, що кампанія досить коротка, особливо на низькій складності та при проходженні в кооперативі.